# Chiton barnesii
Chiton barnesii är en blötdjursart som beskrevs av Gray 1828. Chiton barnesii ingår i släktet Chiton och familjen Chitonidae. Inga underarter finns listade i Catalogue of Life.